# Proyecto de puerto en las costas de Rocha
El puerto oceánico en Rocha, Uruguay, constituye el proyecto de construcción de un puerto largamente anunciado.
Desde el año 2012 se trabaja a nivel del entonces Ministerio de Vivienda, Ordenamiento Territorial y Medio Ambiente la ubicación de esta terminal portuaria, se propone la zona conocida como El Palenque (a mitad de camino entre La Paloma y el Cabo Polonio), más precisamente entre los balnearios El Palenque y Puerta del Sol.
Brasil le ha dado su respaldo a este proyecto, que considera "complementario" del puerto de Río Grande del Sur.
No obstante, la idea ha sido muy discutida; se suele asociar además este puerto al proyecto minero Aratirí. Incluso despierta fuerte oposición en grupos ambientalistas y sectores vinculados al turismo.
Por un parte, el Ministerio de Transporte y Obras Públicas desarrollo una serie de obras que abarcan distintas áreas de protección ambiental, tendientes a concluir con los reclamos que protagonizaron los vecinos de La Paloma.
En diciembre de 2012, el Parlamento sancionó la ley que crea el puerto de aguas profundas en la costa de Rocha.